# سنوات الحب (فلم)
سنوات الحب هو فيلم مصري عرض عام 1963، بطولة نادية لطفي وشكري سرحان، من تأليف أمين يوسف غراب ومن إخراج محمود ذو الفقار.

## قصة الفيلم
يتعرف عادل بنادية ويواعدها على ميعاد للقاء، ولكنه لا يتمكن من مقابلتها لسفره المفاجئ إلى الخارج لاستكمال دراسته، يرسل لها خطابًا مع أحد أقربائه ولكنه يهمل الأمر ولا يصلها الخطاب، يمتد الفراق بينهما حتى يتسلل اليأس لقلبها وتضطر أن تستجيب للأمر الواقع وتعلن خطبتها على فتحي شقيق عادل، وفي يوم الزفاف يصلها خطاب من عادل يشرح لها أسباب عدم لقائها فيستيقظ الحب في قلبها ليعود عادل وتصفعه الحقيقة بأنها تزوجت من شقيقه فتحي، وينسحب عادل من حياتهما، تنهار نادية وتعترف لزوجها بكل شيء فيطلقها، ولكن عادل لا يقبل أن يقيم سعادته على أنقاض أخيه فيتزوج من صديقتها التي تكن له حبًّا صادقًا.

## طاقم التمثيل
- نادية لطفي: (نادية)
- شكري سرحان: (عادل)
- ليلى طاهر: (إلهام)
- محمود عزمي: (فتحي - أخو عادل)
- زينب صدقي: (زينب - أم عادل وفتحي)
- سهير زكي
- عبد العظيم كامل: (والد نادية)
- محمد عوض: (عبد الوهاب - ابن خالة عادل)
- فيفي سعيد: (والدة نادية)
- أنور مدكور
- ليلى يسري: (الخادمة)
- منى السعيد
- حسين إسماعيل
- ماري عز الدين

## فريق العمل
- إخراج: محمود ذو الفقار
- تأليف: أمين يوسف غراب
- مدير التصوير: وديد سري
- مونتاج: فكري رستم
- إنتاج: أفلام الاتحاد (عباس حلمي)
- توزيع: الشرق لتوزيع الأفلام